# 芬蘭灣
芬蘭灣（芬蘭語：Suomenlahti，羅馬化：Finskiy zaliv）是波羅的海東部的大海灣，位於芬蘭、愛沙尼亞之間，伸展至俄羅斯聖彼德堡為止。芬蘭灣形狀細長，面积约3万平方公里，長度約為400公里，南北19至128公里，入口处宽70公里，中部最宽处130公里。平均水深為40米，西端入口处最深，达115米。北岸陡峭、曲折，多岛屿；东、南岸低平。
芬兰湾海水含鹽量低，深度和含鹽量均自東向西逐漸增加，並有3-5月的封凍期。主要注入的河流有從聖彼德堡出海的涅瓦河，以及纳尔瓦河和塞马运河等。
芬兰湾沿岸主要城市有芬蘭的赫爾辛基、愛沙尼亞的塔林及俄羅斯的聖彼德堡。湾内有戈格兰岛（苏尔岛）、莫希内岛（拉万岛）和科特林岛（即喀琅施塔得）。